# 十阿彌
十阿彌，又作拾阿彌（じゅうあみ，？—1559年），日本戰國時代茶坊主，尾張國守護代織田氏同朋眾，亦被通假誤寫為「捨阿彌」。

## 生平
據說出自於豪族愛智氏，先祖為愛智義成，出自源氏。
十阿彌當仕織田信長，時常對信長家臣傲慢凌辱。有一次偷了當時為傾奇者的前田利家髮髻，該髮髻為其妻子（表妹）松的父親篠原一計的遺物，還對利家數次侮辱，被利家在信長面前殺死，時人稱這事件為「笄斬（笄斬り）」。
利家雖然因為這事情被信長解僱，但在桶狹間之戰和森部之戰立功而被信長寬恕，日後也成為織豐政權的重要人物之一。